# Витамин B12
Витами́нами B12 называют группу биологически активных веществ, называемых кобаламинами и относящиеся к корриноидам, содержащим в структуре атом кобальта (III) и являющиеся хелатными соединениями.
В научной литературе под витамином B12 обычно подразумевают цианокобаламин, который свободно преобразуется в одну из коферментных форм в человеческом организме. В форме цианокобаламина в организм человека поступает основное количество витамина B12, при этом он не является синонимом B12, несколько других соединений также обладают B12-витаминной активностью. Витамин B12 также называется внешним фактором Касла.
В природе продуцентами этого витамина являются бактерии и археи, в растениях и животных не синтезируется.

## История открытия
Впервые влияние на развитие анемии недостатка какого-то вещества обнаружил исследователь Уильям Мёрфи в эксперименте на собаках, у которых была искусственно вызвана анемия. Подопытные собаки, которым давали в пищу большое количество печени, излечивались от анемии. Впоследствии учёные Джордж Уипл и Джордж Майнот поставили перед собой задачу выделить из печени фактор, непосредственно отвечающий за это лечебное свойство. Это им удалось, новый противоанемийный фактор получил название витамина B12, и все трое учёных в 1934 году были удостоены Нобелевской премии по медицине.
Молекулярную химическую структуру цианокобаламина установила Дороти Кроуфут-Ходжкин в 1956 году по данным рентгеноструктурного анализа.

## Химическое строение
К кобаламинам относятся:

Пространственная структура цианокобаламина, отмечены: зелёным кобальт, оранжевым фосфор, синим азот, серым водород, розовым углерод образующий корриновое кольцо, красным кислород

- собственно цианокобаламин (Co-α-[α-(5,6-диметил-бензимидазолил)]-(Co-β-циано)кобамид; CN-Cbl; С63H89O14N14PCo) в котором с кобальтом связывается CN–-группа, наиболее устойчивое соединение, синтезируемое или образующееся при искусственном выделении из живых организмов, в естественных условиях не встречается;
- гидроксокобаламин (или оксикобаламин, или витамин B12a: Co-α-[α-(5,6-диметил-бензимидазолил)]-(Co-β-гидроксо)кобамид; OH-Cbl; C62H90O15N13PCo) в котором CN– заменена на OH–-группу, природная активная форма витамина B12 присутствующая в организмах животных, обратимо превращается в кислой среде в аквакобаламин[10];
- аквакобаламин (или витамин B12b: Co-α-[α-(5,6-диметил-бензимидазолил)]-(Co-β-аква)кобамид; aq-Cbl; C62H91O15N13Pco) продуцируется микроорганизмами, обратимо превращается в щелочной среде в гидроксокобаламин;
- нитрокобаламин (или витамин B12c) в котором CN– заменена на ONO–-группу;
- коферментные формы витамина B12: метилкобаламин и кобаламид[11];
- диаквакобинамид[12].

В природе обнаружены либо искусственно синтезированы кобаламины и с другими лигандами: сульфатокобаламин (SO3-), хлорокобаламин (Cl-), бромокобаламин (Br-), тиоцианатокобаламин (SHC-), дицианокобаламин [(RCo—CN)CN]-. Возможно образование гексаперхлората цианокобаламина. Витамин B12с образуется из витамина B12b под воздействием азотистой кислоты, также синтезируется Streptomyces griseus. Все производные кобаламина проявляют биологическую активность витамина B12. При взаимодействии с CN–, производные превращаются в цианокобаламин. В кислой среде из цианокобаламина образуется биологический низкоактивный циано-13-эпикобаламин (неовитамин B12) в котором пропионамидная группа в кольце «C» (с метильной группой) коррина пространственно расположена с другой стороны. При одноэлектронном восстановлении молекулы цианокобаламина образуется устойчивый в кристаллическом состоянии витамин B12t c двухвалентным атомом кобальта, при двухэлектронном восстановлении получается витамин B12s устойчивый в водных растворах и под воздействием кислорода воздуха превращающегося в витамин B12a/B12b в зависимости от pH раствора. Для получения меченых радиоизотопных молекул цианокобаламина либо добавляют радиоактивный изотоп 60Co при культивировании микроорганизмов, либо к оксикобаламину добавляют синильную кислоту с изотопом 14С.
B12 имеет самое сложное по сравнению с другими витаминами химическое строение, основой которого является корриновое кольцо. Коррин во многом похож на порфирины (сложные химические структуры, входящие в состав гема, хлорофилла и цитохромов), но отличается от порфиринов тем, что два пятичленных гетероцикла в составе коррина соединены между собой непосредственно, а не метиленовым мостиком. В центре корриновой структуры располагается ион кобальта, образующий четыре координационные связи с атомами азота. Ещё одна координационная связь соединяет кобальт с диметилбензимидазольным нуклеотидом. Последняя, шестая координационная связь кобальта остаётся свободной: именно по этой связи и присоединяется цианогруппа, гидроксильная группа, метильный или 5'-дезоксиаденозильный остаток с образованием четырёх вариантов витамина B12, соответственно. Ковалентная связь углерод-кобальт в структуре цианокобаламина — единственный известный в живой природе пример ковалентной связи переходный металл-углерод.

## Получение витамина B12

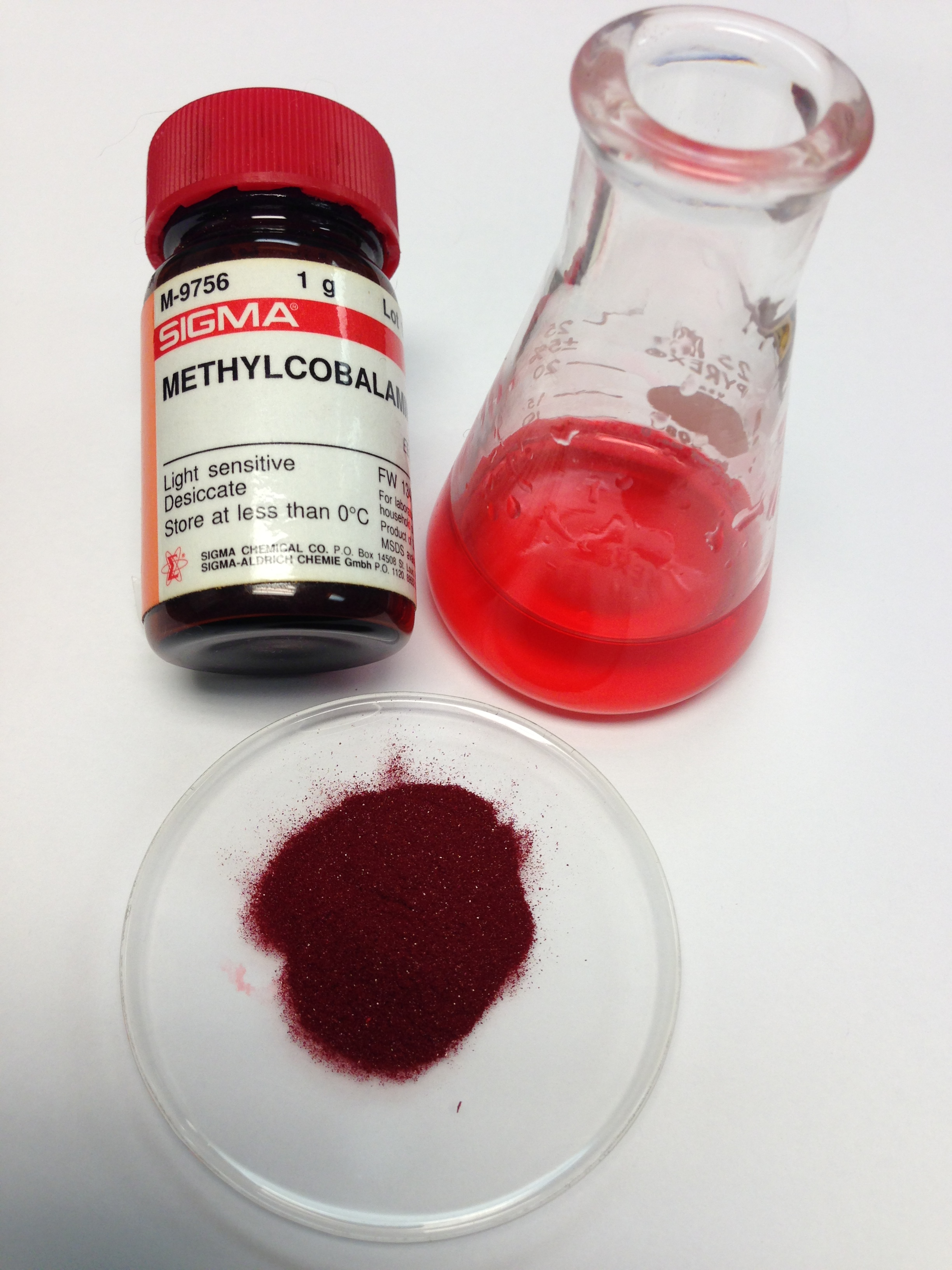
Кристаллы метилкобаламина и его водный раствор

До освоения синтеза витамина B12 он мог добываться экстракцией из печени животных. Сначала печень, а затем её экстракт использовались в лечении пернициозной анемии.

### Химический синтез
Полный химический синтез цианокобаламина впервые был осуществлён в 1972 году в результате многолетней совместной работы двух исследовательских групп (одна из которых, руководимая Робертом Вудвордом, работала в Гарварде, а другая, возглавляемая Альбертом Эшенмозером, в Швейцарском федеральном технологическом институте в Цюрихе). Первые работы над синтезом витамина B12 были начаты ещё в начале 60-х годов 20 века. На разработку общей стратегии синтеза и саму работу ушло более 10 лет. В ходе планирования синтеза, молекула была условно разделена на два основных фрагмента, синтезом которых и занимались группы, руководимые Вудвордом и Эшенмозером. Особая сложность синтеза биологически активного витамина B12 была обусловлена, в частности, наличием в корриновом кольце 9 хиральных (оптически активных) атомов углерода. В общей сложности в работах по синтезу, на протяжении ряда лет, участвовали порядка 100 учёных из примерно 20 стран, а сама разработанная схема синтеза включала 95 стадий. Успешный полный синтез соединения столь сложной структуры явился выдающимся достижением синтетической органической химии и на практике продемонстрировал принципиальную возможность химического синтеза «любого» природного соединения, вне зависимости от сложности строения его молекулы.

### Микробиологическое производство
Для получения препаратов витамина B12 (в основном цианокобаламина) в промышленных масштабах для нужд медицины и сельского хозяйства используется микробиологическое производство. Для производства применяют микроорганизмы и их штаммы-мутанты, такие как:
- для медицинских препаратов — Propionibacterium[англ.] shermanii (штамм М-82 с выходом продукта до 58 мг/л), Propionibacterium freudenreichii[англ.], Pseudomonas denitrificans[англ.] (штамм MB 2436 с выходом продукта до 59 мг/л). Используется глубинное культивирование;
- для кормовых концентратов витамина B12 — Methanococcus[англ.] halophilus (с выходом продукта 16-42 мг/л, в питательные среды также добавляются пивные или кормовые дрожжи в качестве источника некоторых питательных веществ и создания благоприятной культуральной среды для метанобразующих бактерий, а также для обогащения кормов витаминами B2, B6, PP). Используется метод ферментации. При производстве так же образуются сопутствующие балластные продукты как фактор A, фактор B (предшественник витамина — кобинамид), фактор III (5-оксибензилиндазол), псевдовитамин B12 и ряд подобных.

Промышленное производство витамина B12 с помощью пропионовокислых бактерий включает следующие технологические стадии:
- в течение года в железобетонных ферментерах происходит непрерывное сбраживание барды комплексом бактерий;
- полученная метановая бражка сгущается;
- сгущённая масса сушится на распылительной сушилке.

Из-за того, что витамин B12 неустойчив при тепловой обработке, особенно в щелочной среде, в метановую бражку перед выпариванием добавляют хлор до оптимального значения pH 5,0—5,3, что делает среду кислой, также добавляется сульфит натрия до оптимального содержания 0,07—0,1 %.

## Метаболизм в организме
В желудке желудочный сок растворяет связанный с белками пищи B12. Формы в таблетках могут проходить через желудок, но для всасывания свободного B12 (не связанного с белками пищи) желудочный сок не нужен. В желудке вырабатывается внутренний фактор Кастла (в некоторых источниках — «Касла»), необходимый для всасывания B12 в кишечнике. R-протеин (другие названия — гаптокоррин и кобалофилин) — связывающий B12 белок слюны, но действовать он начинает в желудке после того, как желудочный сок высвободит B12 из белкового комплекса, тогда этот протеин связывается с ним для того, чтобы сам B12 также не был разрушен желудочным соком. Затем B12 соединяется с внутренним фактором Кастла — ещё одним связывающим белком, который синтезируется париетальными клетками желудка, его выработка стимулируется гистамином, гастрином, пентагастрином и непосредственно пищей. В двенадцатиперстной кишке протеазы высвобождают B12 из комплекса с R-пептидом, затем B12 связывается с внутренним фактором, и только в таком связанном с внутренним фактором виде он распознается рецепторами поглощающих энтероцитов подвздошной кишки. Внутренний фактор защищает B12 от поедания кишечными бактериями.
Закись азота нарушает метаболизм витамина B12, поэтому при использовании закиси азота для анестезии (например, при стоматологических операциях) и пограничном уровне витамина B12 развивается полинейропатия, вызванная дефицитом B12. Также в зоне риска находятся люди, постоянно работающие с закисью азота, в случае плохого уровня проветривания помещений. Подобный дефицит требует терапии фолатами и B12.

### Биохимические функции
Ковалентная связь C—Co кофермента B12 участвует в двух типах ферментативных реакций:
1. Реакции переноса атомов, при которых атом водорода переносится непосредственно с одной группы на другую, при этом замещение происходит по алкильной группе, спиртовому атому кислорода или аминогруппе.
2. Реакции переноса метильной группы (—CH3) между двумя молекулами.

Схематическое изображение пути метаболизма пропионата. Метилмалонил-КоА-мутаза требует кофермента аденозилкобаламина для преобразования L-метилмалонил-КоА в сукцинил-КоА. В противном случае накапливается метилмалоновая кислота, которая, помимо прочего, может быть маркером дефицита витамина B_{12}.

В организме человека есть только два фермента с коферментом B12:
1. Метилмалонил-КоА-мутаза, фермент, использующий в качестве кофактора аденозилкобаламин и при помощи реакции, упомянутой выше в п. 1, катализирует перестановку атомов в углеродном скелете. В результате реакции из L-метилмалонил-КоА получается сукцинил-КоА. Эта реакция является важным звеном в цепи реакций биологического окисления белков и жиров.
2. 5-метилтетрагидрофолат-гомоцистеин-метилтрансфераза, фермент из группы метилтрансфераз, использующий в качестве кофактора метилкобаламин и при помощи реакции, упомянутой выше в п. 2, катализирует превращение аминокислоты гомоцистеина в аминокислоту метионин.

## Применение препарата в медицине

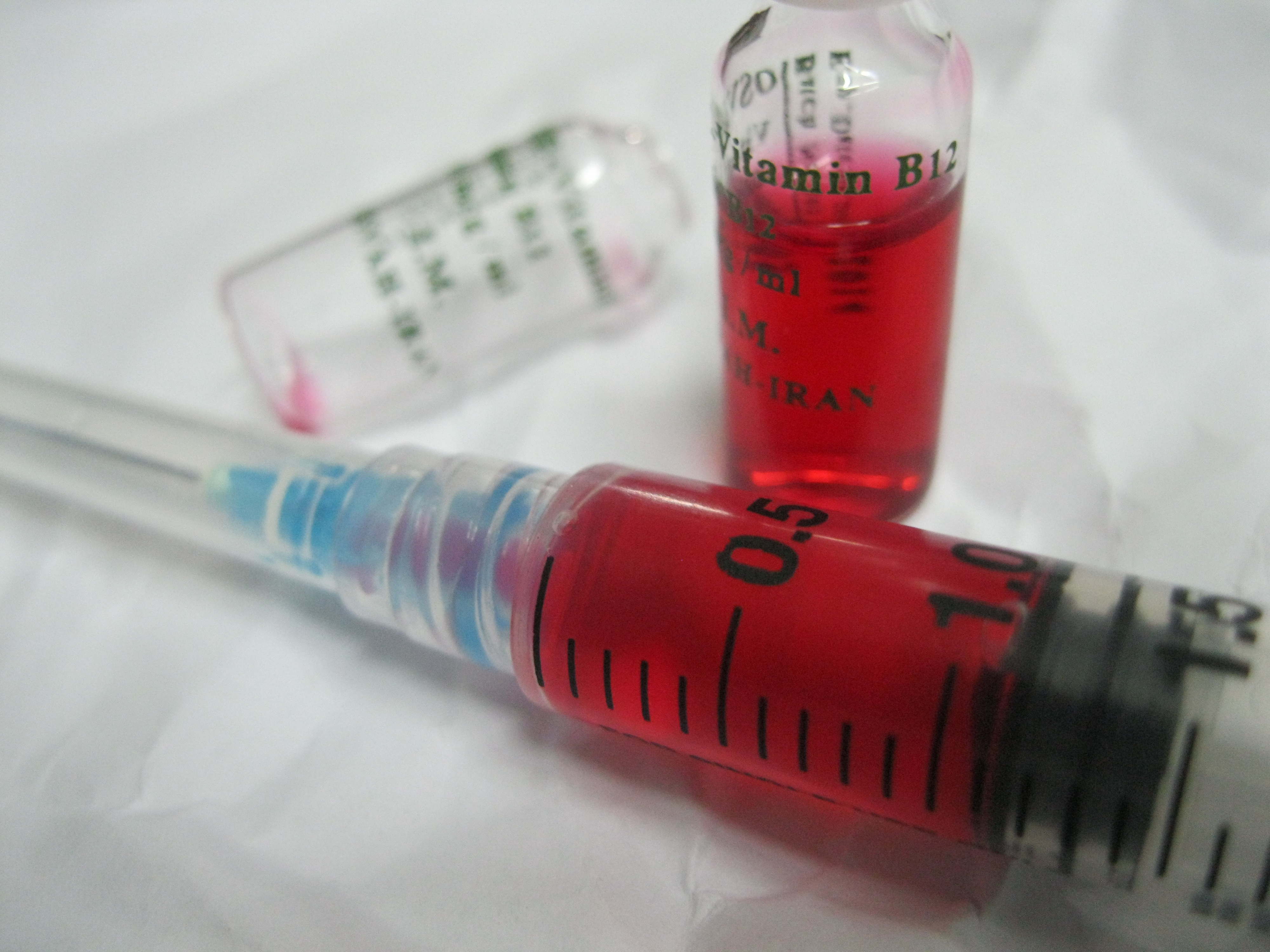
Инъекционный препарат витамина B_{12}, набранный в шприц из ампулы

Недостаток в организме витамина B12 вследствие снижения его поступления в первую очередь из-за пониженной секреции внутреннего фактора Касла, нарушения абсорбции витамина из просвета кишечника при ряде заболеваний, при глистных инвазиях и дисбактериозах, синдроме слепой петли, реже вследствие алиментарной недостаточности из-за неполноценного питания или отсутствия транскобаламина II приводит к развитию B12-дефицитной анемии.
Цианокоболамин для лечебных целей выпускается промышленностью в виде растворов для парентерального введения, для целей профилактики его дефицита включается в состав ряда поливитаминных препаратов.
Оксикобаламин, кроме тех же показаний как и цианокобаламин, так же применяется в качестве антидота при отравлениях цианидами и при передозировке натрия нитропруссида, так как цианистое основание более тропно к кобальту в молекуле оксикоболамина, связывает цианистое основание в безвредную форму — цианокобаламин.

### Фармакокинетика
Связь с белками плазмы — 90 %. Максимальная концентрация после подкожного и внутримышечного введения — через 1 час. Период полувыведения — 500 дней. Из печени выводится с желчью в кишечник и снова всасывается в кровь.

### Заболевания, связанные с недостатком витамина
При недостатке витамина B12 развиваются некоторые неврологические состояния и заболевания, например, анемия, подострая комбинированная дегенерация спинного мозга, полинейропатия.
Обычно дефицит витамина B12 лечат внутримышечными инъекциями препарата цианокобаламина. В последнее время была доказана достаточная эффективность пероральной компенсации дефицита пищевыми добавками в достаточной дозе. Суточный расход витамина B12 организмом человека оценивается примерно в 2—5 мкг.

### Лабораторная химическая диагностика
Поскольку не существует золотого стандарта теста на дефицит витамина B12, для подтверждения предполагаемого диагноза проводится несколько различных лабораторных исследований.
Сывороточное значение витамина B12 является довольно неподходящим, поскольку оно изменяется поздно, а также относительно нечувствительным и неспецифичным.
Метилмалоновая кислота в моче или плазме крови считается функциональным маркером витамина B12, который повышается при истощении запасов витамина B12. Часто для более точной оценки наряду с метилмалоновой кислотой определяют гомоцистеин. Однако повышенный уровень метилмалоновой кислоты может также указывать на часто упускаемое из виду метаболическое расстройство — комбинированную малоновую и метилмалоновую ацидурию (КМАММА).
Самым ранним маркером дефицита витамина B12 является низкий уровень холотранскобаламина, который представляет собой комплекс витамина B12 и его транспортного белка.

## Применение в ветеринарии
Обогащение кормов (включение в рацион) сельскохозяйственных животных витамином B12 способствует увеличению их продуктивности до 15 %.